# Berkellandse Zwem Combinatie

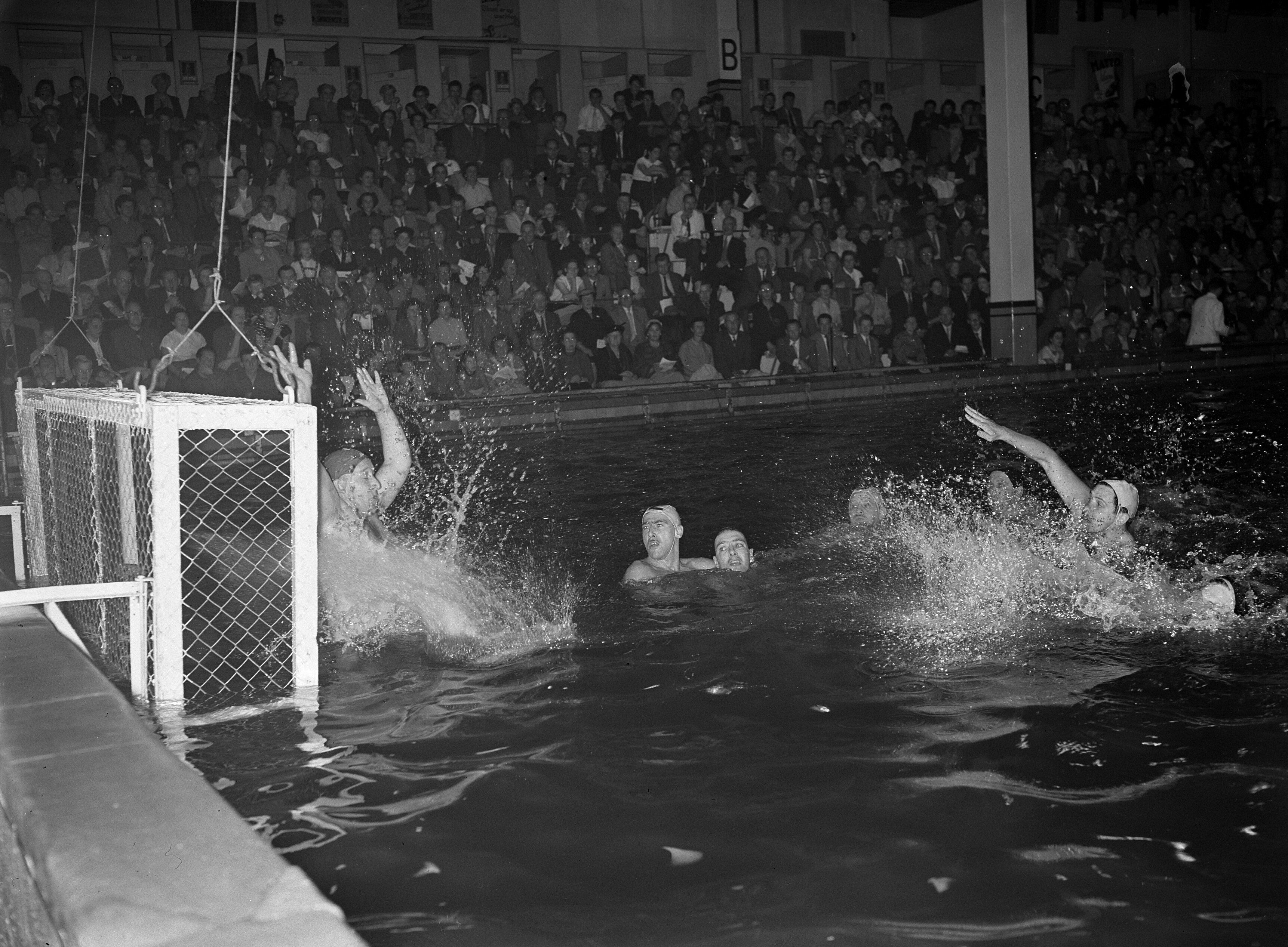
Wedstrijd tussen waterpolo De Meeuwen en Berkellandse Zwem Combinatie (BZC) in Amsterdam 1954

Berkellandse Zwem Combinatie (kortweg BZC) is een zwem- en polovereniging uit de Nederlandse gemeente Berkelland. BZC staat in de verschillende nationale competities bekend als Schuurman BZC. 
De vereniging is met rond de 600 leden een van de grootste zwem- en poloverenigingen van Nederland. Schuurman BZC neemt deel aan de nationale competities van zowel waterpolo, synchroonzwemmen als wedstrijdzwemmen.

## Erelijst
Heren:
- Nederlands kampioenschap waterpolo Heren

2010-2011, 2011-2012, 2012-2013, 2013-2014
- KNZB beker

2010-2011